# 好きだった君へ: これからもずっと大好き
『好きだった君へ: これからもずっと大好き』（原題:To All the Boys: Always and Forever）は2021年に配信されたアメリカ合衆国のロマンティック・コメディ映画である。監督はマイケル・フィモナリ、主演はラナ・コンドルとノア・センティネオが務めた。本作はジェニー・ハンが2017年に上梓した小説『Always and Forever, Lara Jean』を原作としており、2020年に配信された映画『好きだった君へ: P.S.まだ大好きです』の続編でもあるシリーズ第3弾で、2021年2月12日に配信された。

## 概略
高校生活最後の年、ララ・ジーン・コヴィーは恋人のピーター・ケヴィンスキーと同じスタンフォード大学に進学しようとしていたが、入試に落ちてしまった。滑り止めのUCバークレーとニューヨーク大学からは合格通知が届き、ララはスタンフォードに近い前者に進学しようとした。ところが、修学旅行でニューヨークを訪れたことをきっかけに、ララは後者に進学したいと思うようになった。しかし、それはピーターと離れ離れになることを意味していた。

## キャスト
※括弧内は日本語吹替
- ララ・ジーン・コヴィー：ラナ・コンドル（井上ほの花[3]）
- ピーター・ケヴィンスキー：ノア・センティネオ（小野賢章[3]）
- マーゴット：ジャネル・パリッシュ
- キャサリン（キティ）：アナ・キャスカート
- コヴィー医師：ジョン・コーベット
- トリーナ・ロスチャイルド:サラユ・ラオ
- クリスティン：マデリン・アーサー
- トレヴァー：ロス・バトラー
- ジュヌビエーブ：エミリヤ・バラナック
- ルーカス：トレッツォ・マホロ
- エミリー：ケルシー・マウェマ
- ヘザー：ソフィア・ブラック＝デリア
- ミスター・ケヴィンスキー：ヘンリー・トーマス

## 製作・マーケティング
2019年7月15日、本作の主要撮影がカナダのバンクーバーで始まった。8月15日、本作の製作が進んでいると正式に発表された。2021年1月14日、本作のオフィシャル・トレイラーが公開された。2月12日、本作のサウンドトラックが発売された。

## 評価
本作は批評家から好意的に評価されている。映画批評集積サイトのRotten Tomatoesには68件のレビューがあり、批評家支持率は78%、平均点は10点満点で6.6点となっている。サイト側による批評家の見解の要約は「最終作になると、第1作に感じた魅力は減じてしまうもので、『好きだった君へ: これからもずっと大好き』もその例外ではない。しかし、同作には原作小説の魅力が十分に詰め込まれており、3部作のフィナーレを飾れるだけの出来にはなっている。」となっている。また、Metacriticには18件のレビューがあり、加重平均値は65/100となっている。